# ビタエックス薬品工業
ビタエックス薬品工業株式会社 は京都市伏見区竹田向代町に本社を置く、医薬品・健康食品・化粧品の製造販売企業である。京大医学部産婦人科の三林隆吉が1946年までに創製したプラセンタ（胎盤）由来の医薬品ビタエックスを製造する会社として1955年に設立されたが、プラセンタ由来の医薬品としては日本で最初である。

## 遍歴
第二次世界大戦晩年の1943年に、食糧不足のため高度栄養剤の開発が国により命じられ、これは具体的には全国共同研究課題の「乳幼児母性母健」であり、乳児やその母親の栄養状態の改善を全国の大学に発令した。京大（当時は京都帝国大学）医学部産婦人科の教授である三林隆吉が、ヒトの胎盤（プラセンタ）に注目して栄養剤を創製する。
三林は、へその緒を切った新生児の発育がゆっくりになることに着目して胎盤とのつながりが絶たれたことが理由だと考え、その他にも哺乳動物が本能的に分娩時に胎盤を食べることにも着目していた。1945年（昭和20年）の5月には、大阪帝国大学（大阪大学）で開催されていた産婦人科学会で三林教授がこの栄養剤の研究を発表し、反響を得て、海軍は傷病の兵士のために武田薬品工業に生産命令を出したものの、終戦が訪れ生産は中止された。
三林による新製剤の命名は、ビタ（vita）は「生命」に、エックス(x)は「未知の物質」に由来しているとされる。
「ビタエックス Vita-X とは絨毛組織を原料として予等の創製した新製剤である」、そのような書き出しから始まる1946年の『日本臨牀』の論文では三林が「乳幼児母性母健」の研究成果について語っているが、動物などを使って胎盤を与え成長促進を得たという他の研究者による先行する研究があり、三林は最初に胎盤から出る浸出液を使ったが似たような結果とはならず、胎盤そのものを粉末として与えたところかなりの好成績をあげたと述べている。しかしこれに満足せず改良を加え成果を高めていった。
三林は研究を続け、研究に協力していた丹羽章がビタエックス工業株式会社を設立、1955年に製品化を果たし医薬品となる。プラセンタ由来の初の注射剤が登場するのはその翌年である。丹羽は、もともと醤油新聞社のアミノ酸醤油の報道担当者で、アミノ酸について学者にも指導していたとされ、ビタエックスを知り三林の許可を得て会社を設立した。
その後、1976年（昭和51年）に工場をGMPに対応するため全面改築を実施、また1985年には最新機器を導入し研究開発部門を拡充することで、医薬品の開発・生産体制を強化してきた。1983年には森田薬品工業株式会社と販売提携を結び、2006年（平成18年）、同社へと全株式を譲渡して両社の資源とインフラを活かすことで競争力を強化してきた。

## 主な商品
医薬品のビタエックス内服液や、化粧品のニュービオアクトなど。
- 第二類医薬品のビタエックス内服液の効能は「滋養強壮、虚弱体質、肉体疲労・病中病後・胃腸障害・栄養障害・発熱性消耗性疾患・妊娠授乳期などの場合の栄養補給」となっており、プラセンタエキスは10グラム配合されている[5]。その他、第二類医薬品に糖衣錠、顆粒などがある。

1990年代の新聞記事によると、冷凍した胎盤を月に約3千個回収し製造販売していたが、出生率の低下によって集めにくくなっていることに言及されている。2003年に、法改正によりヒト組織由来の製品の扱いが厳しくなり、ビタエックス等の商品は自主回収された。2019年には国産の豚胎盤を使っている。